# Sciurus spadiceus
Sciurus spadiceus är en däggdjursart som beskrevs av Ignaz von Olfers 1818. Sciurus spadiceus ingår i släktet trädekorrar, och familjen ekorrar. IUCN kategoriserar arten globalt som livskraftig. Inga underarter finns listade i Catalogue of Life. Wilson & Reeder (2005) skiljer mellan tre underarter.
Arten tillhör undersläktet Urosciurus eller Hadrosciurus som ibland godkänns som självständigt släkte.
Denna ekorre förekommer i nordvästra Sydamerika öster om Anderna från Colombia, Ecuador och Peru till centrala Brasilien och centrala Bolivia. Habitatet utgörs av tropiska skogar i låglandet och i Andernas låga delar. Sciurus spadiceus kan knäcka stora nötter med hårt skal.
Arten når en kroppslängd (huvud och bål) av 21,5 till 31,5 cm, en svanslängd av 22,5 till 32,5 cm och en vikt av 650 till 750 g. Den har 5 till 7,5 cm långa bakfötter och 2 till 3,5 cm stora öron. Pälsens färg på ovansidan varierar beroende på population. Den kan vara mörk med ljusare streck eller enhetlig rödaktig. Det finns även individer med en mörk längsgående strimma på ryggens topp. Extremiteternas utsida har ofta samma färg som ovansidan men det finns även exemplar med mörka och ljusa avsnitt på utsidan. Undersidan är ljusare röd, gul eller vitaktig. Nästan svarta exemplar (melanism) är inte ovanliga. En ljus fläck bakom öronen saknas.

## Bildgalleri

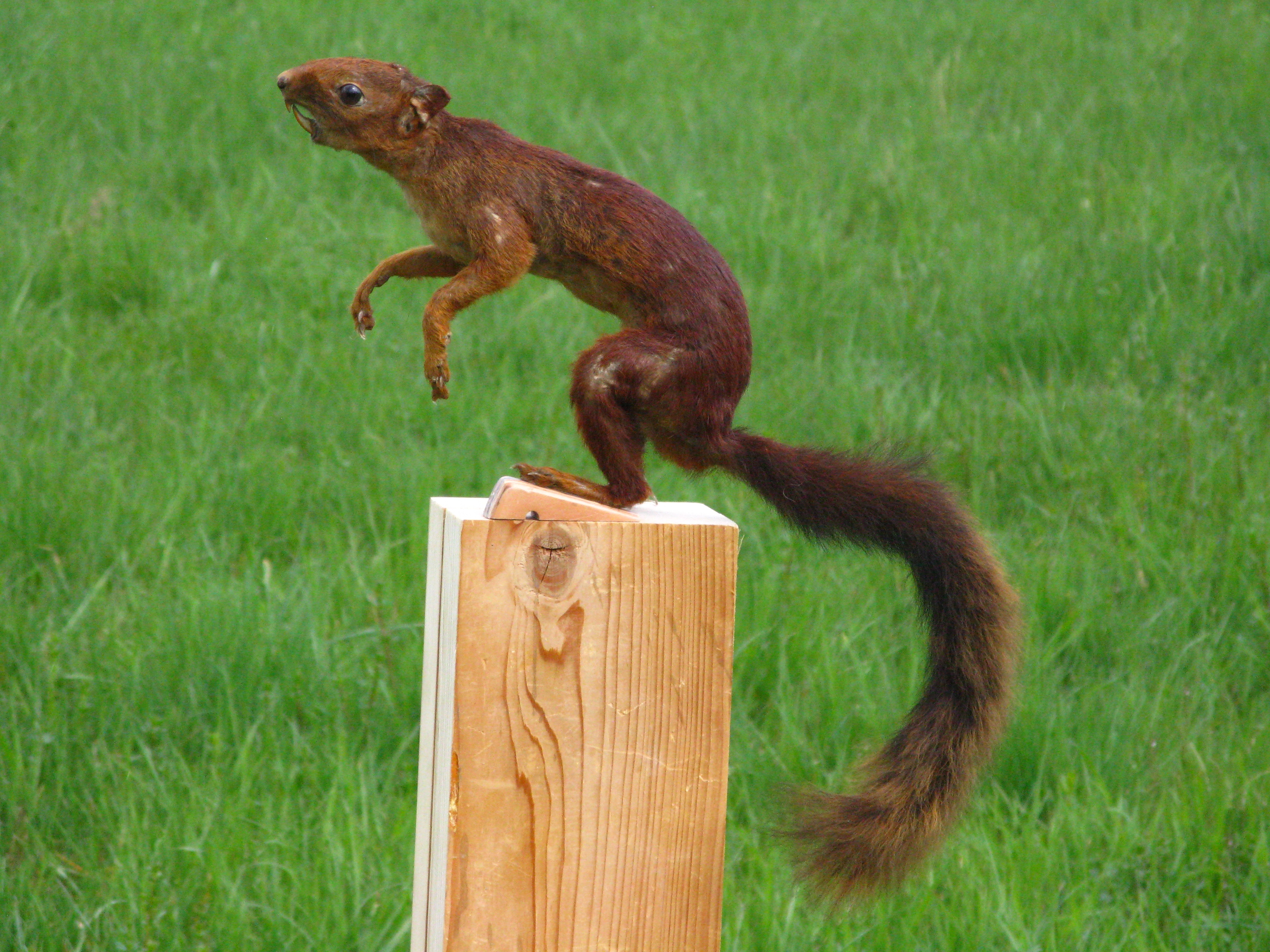